# Кольцовка (Старокулаткинский район)
Кольцовка — хутор в Старокулаткинском районе Ульяновской области, в километре севернее Усть-Кулатки. Входит в состав Старокулаткинского городского поселения.

## География
Хутор находится в пределах Приволжской возвышенности, являющейся частью Восточно-Европейской равнины, на левом берегу реки Усть-Кулатка, на высоте около 75 метров над уровнем моря.
В хуторе одна улица — Садовая.
В 4,5 км юго-западнее населенного пункта возвышается гора Золотая, высотой 271,8 метров над уровнем моря.
Почвы — чернозёмы выщелоченные и чернозёмы остаточно-карбонатные.
географическое положение
Хутор расположен в 13 км по прямой в юго-восточном направлении от районного центра посёлка городского типа Старая Кулатка. По автомобильным дорогам расстояние до районного центра составляет 16 км, до областного центра города Ульяновска — 237 км, до ближайшего города Хвалынска (Саратовская область) — 31 км.
Часовой пояс
Кольцовка, как и вся Ульяновская область, находится в часовой зоне МСК+1. Смещение применяемого времени относительно UTC составляет +4:00.

## Население
| 2010 |
| ---- |
| 13   |

## Инфраструктура
Личное подсобное хозяйство.

## Транспорт
Доступна автомобильным и железнодорожным транспортом. Ближайшая железнодорожная станция Кулатка (линия Сызрань — Сенная) расположена в 6 км (расстояние по автодорогам).